# Andorra op de Olympische Zomerspelen 2008
Andorra nam deel aan de Olympische Zomerspelen 2008 in Peking, China.
Andorra debuteerde op de Zomerspelen in 1976 en deed in 2008 voor de negende keer mee. Net als bij de voorgaande acht deelnames won Andorra geen medaille.

## Deelnemers en resultaten
De deelnemer bij het judo nam deel op uitnodiging van de Olympische tripartitecommissie.
 (m) = mannen, (v) = vrouwen 

### Atletiek
| Olympiër         | Discipline   | Resultaat | Prestatie            |
| ---------------- | ------------ | --------- | -------------------- |
| Antoni Bernadó   | marathon (m) | 58e       | 2:26.29              |
|                  |              |           |                      |
| Montserrat Pujol | 100m (v)     | 67e       | serie 6: 7e in 12,73 |

### Judo
| Olympiër               | Discipline | Resultaat | Prestatie                                                                                   |
| ---------------------- | ---------- | --------- | ------------------------------------------------------------------------------------------- |
| Daniel Garcia Gonzales | -66kg (m)  | 13e       | voorronde: vrij 1e ronde: V van CUB Arencibia: ippon herkansing 1: V van EGY EL Hady: ippon |

### Kanovaren
| Olympiër                     | Discipline     | Resultaat | Prestatie                                                               |
| ---------------------------- | -------------- | --------- | ----------------------------------------------------------------------- |
| Montserrat Garcia Riberaygna | K-1 slalom (v) | 20e       | voorronde: reeks 1: 21e in 166,67 reeks 2: 11e in 102,26 totaal: 268,93 |

### Zwemmen
| Olympiër                  | Discipline          | Resultaat | Prestatie              |
| ------------------------- | ------------------- | --------- | ---------------------- |
| Hocine Haciane Constantin | 400m wisselslag (m) | 29e       | serie 1: 5e in 4.32,00 |

Afghanistan · Albanië · Algerije · Amerikaanse Maagdeneilanden · Amerikaans-Samoa · Andorra · Angola · Antigua en Barbuda · Argentinië · Armenië · Aruba · Australië · Azerbeidzjan · Bahama's · Bahrein · Bangladesh · Barbados · België · Belize · Benin · Bermuda · Bhutan · Bolivia · Bosnië en Herzegovina · Botswana · Brazilië · Britse Maagdeneilanden · Bulgarije · Burkina Faso · Burundi · Cambodja · Canada · Centraal-Afrikaanse Republiek · Chili · China · Chinees Taipei · Colombia · Comoren · Congo-Brazzaville · Congo-Kinshasa · Cookeilanden · Costa Rica · Cuba · Cyprus · Denemarken · Djibouti · Dominica · Dominicaanse Republiek · Duitsland · Ecuador · Egypte · El Salvador · Equatoriaal-Guinea · Eritrea · Estland · Ethiopië · Fiji · Filipijnen · Finland · Frankrijk · Gabon · Gambia · Georgië · Ghana · Grenada · Griekenland · Groot-Brittannië · Guam · Guatemala · Guinee · Guinee‑Bissau · Guyana · Haïti · Honduras · Hongarije · Hongkong · Ierland · IJsland · India · Indonesië · Irak · Iran · Israël · Italië · Ivoorkust · Jamaica · Japan · Jemen · Jordanië · Kaaimaneilanden · Kaapverdië · Kameroen · Kazachstan · Kenia · Kirgizië · Kiribati · Koeweit · Kroatië · Laos · Lesotho · Letland · Libanon · Liberia · Libië · Liechtenstein · Litouwen · Luxemburg · Macedonië · Madagaskar · Malawi · Malediven · Maleisië · Mali · Malta · Marshalleilanden · Marokko · Mauritanië · Mauritius · Mexico · Micronesië · Moldavië · Monaco · Mongolië · Montenegro · Mozambique · Myanmar · Namibië · Nauru · Nederland · Nederlandse Antillen · Nepal · Nicaragua · Nieuw-Zeeland · Niger · Nigeria · Noord-Korea · Noorwegen · Oeganda · Oekraïne · Oezbekistan · Oman · Oostenrijk · Oost‑Timor · Pakistan · Palau · Palestina · Panama · Papoea-Nieuw-Guinea · Paraguay · Peru · Polen · Portugal · Puerto Rico · Qatar · Roemenië · Rusland · Rwanda · Saint Kitts en Nevis · Saint Lucia · Saint Vincent en Grenadines · Salomonseilanden · Samoa · San Marino · Sao Tomé en Principe · Saoedi-Arabië · Senegal · Servië · Seychellen · Sierra Leone · Singapore · Slovenië · Slowakije · Soedan · Somalië · Spanje · Sri Lanka · Suriname · Swaziland · Syrië · Tadzjikistan · Tanzania · Thailand · Togo · Tonga · Trinidad en Tobago · Tsjaad · Tsjechië · Tunesië · Turkije · Turkmenistan · Tuvalu · Uruguay · Vanuatu · Venezuela · Verenigde Arabische Emiraten · Verenigde Staten · Vietnam · Wit-Rusland · Zambia · Zimbabwe · Zuid-Afrika · Zuid-Korea · Zweden · Zwitserland
Uitgesloten van deelname: Brunei